# 1479년

## 연호
- 명(明) 성화(成化) 15년
- 일본(日本) 분메이(文明) 11년
- 후 레 왕조(後黎朝) 홍득(洪德) 10년

## 기년
- 류큐(琉球) 쇼신왕(尚真王) 3년
- 명(明) 헌종 성화제(憲宗 成化帝) 15년
- 조선(朝鮮) 성종(成宗) 10년
- 후 레 왕조(後黎朝) 성종(聖宗) 20년

## 사건
- 중전윤씨가 조선 성종의 얼굴에 손톱자국을 내는 사건이 일어남.
- 한양도성의 남쪽문인 숭례문을 고쳐 짓다.
- 9월  4일 - 알카소바스 조약 체결 (스페인과 포르투갈 사이에 벌어진 카스티야 왕위계승전 종전 조약)

## 탄생
- 11월 6일 - 카스티야의 광녀 후아나